# Szent Rókus és Szent Sebestyén-kápolna
A Szent Rókus és Szent Sebestyén-kápolna Paks egyik legrégibb, ma is álló római katolikus egyházi épülete. A Duna jobb partján húzódó löszfalba vágott, Dunakömlőd felé vezető, egykori országút mentén fekszik, amely a 18. század végén még a Sánc-hegyen vezetett keresztül. Az 1800-as évek óta a népnyelvben egyszerűen Rókus-kápolnának nevezett szentélyben évente többször is mondanak szentmisét a keresztjáró napok másodikján és Szent Rókus ünnepén, augusztus 16-án, valamint Szent Fábián és Szent Sebestyén napján, január 20-án. A misézéshez szükséges kegyszereket és kegytárgyakat a paksi plébániatemplomból hozzák magukkal.

## Története
A török hódoltság pusztítása után dunai svábokkal betelepített faluban, 1781-ben egy Pummerschein Dávid nevű, módos szőlősjobbágy építtette vályogtéglákból. A kápolna a 19. században családi kripta volt, miután még a 18. században a Vigyázó család megszerezte és 1830-ban a Cseh-Vigyázó család temetkezési helyévé alakíttatta. A kápolna előtt az egykori paksi városbíró, Fughsz (Fuchs) Mihály által adományozott, 1854-ből származó feszület áll. A kápolnát később a Vigyázó család az római katolikus egyháznak adományozta. Az 1970-es években az épület közben bádogtetővé vált fedését alumíniumra cserélték, freskóit konzerválták. A beázásoktól tönkrement faszerkezetét 1999 nyarán Várszegi László vezetésével felújították, kijavították a tetőt és a párkányokat, az alumíniumfedést vörösrézre cserélték. A bádogos munkát Priskin Antal rézműves végezte, aki a sevillai világkiállításon, a Makovecz Imre tervezte épületeken és több paksi templomon is dolgozott. A kápolnabelsőt; freskókat, padlózatot is rekonstruálták.

## Leírása
Paks városának egyetlen tisztán barokk épülete, amelyet csak alig törnek meg klasszicista részletek, főként az oltár. Nyugatra nyíló kapuján autentikus barokk vasalás látható. Az egyhajós épület hét méter hosszú, öt-öt méteres szélességgel-magassággal, az egyetlen, tíz méter magas, falsíkba simuló harangtorony kétszer két méteres négyzet alaprajzú. A tető eredetileg cserepes, míg a torony fazsindelyfedésű volt, benne két kisebb harang lakik.
Lábazata egyszerű, főpárkánya egytagú. Főhomlokzatába süllyesztett faltükrök, főpárkánya felett barokk oromzat látható. Övpárkányzatát kéttagú főpárkány és félköríves ablakok alkotják. A toronysisak alacsony, hajója belül lapos csehsüvegboltozatú. Az apszis félkörös, negyed gömbbel van fedve, félkör alakú ablakokkal. Az empire stílusban épült fehér–arany színvilágú oltár alatt sírbolt található. A copf stílusú kék hátterű freskón a négy evangélista és Szent I. Orbán pápa, a borosgazdák patrónusa tiarás képe látható, kezében szőlőfürttel, alatta paksi táj; szőlőskertek présházzal.

## Galéria

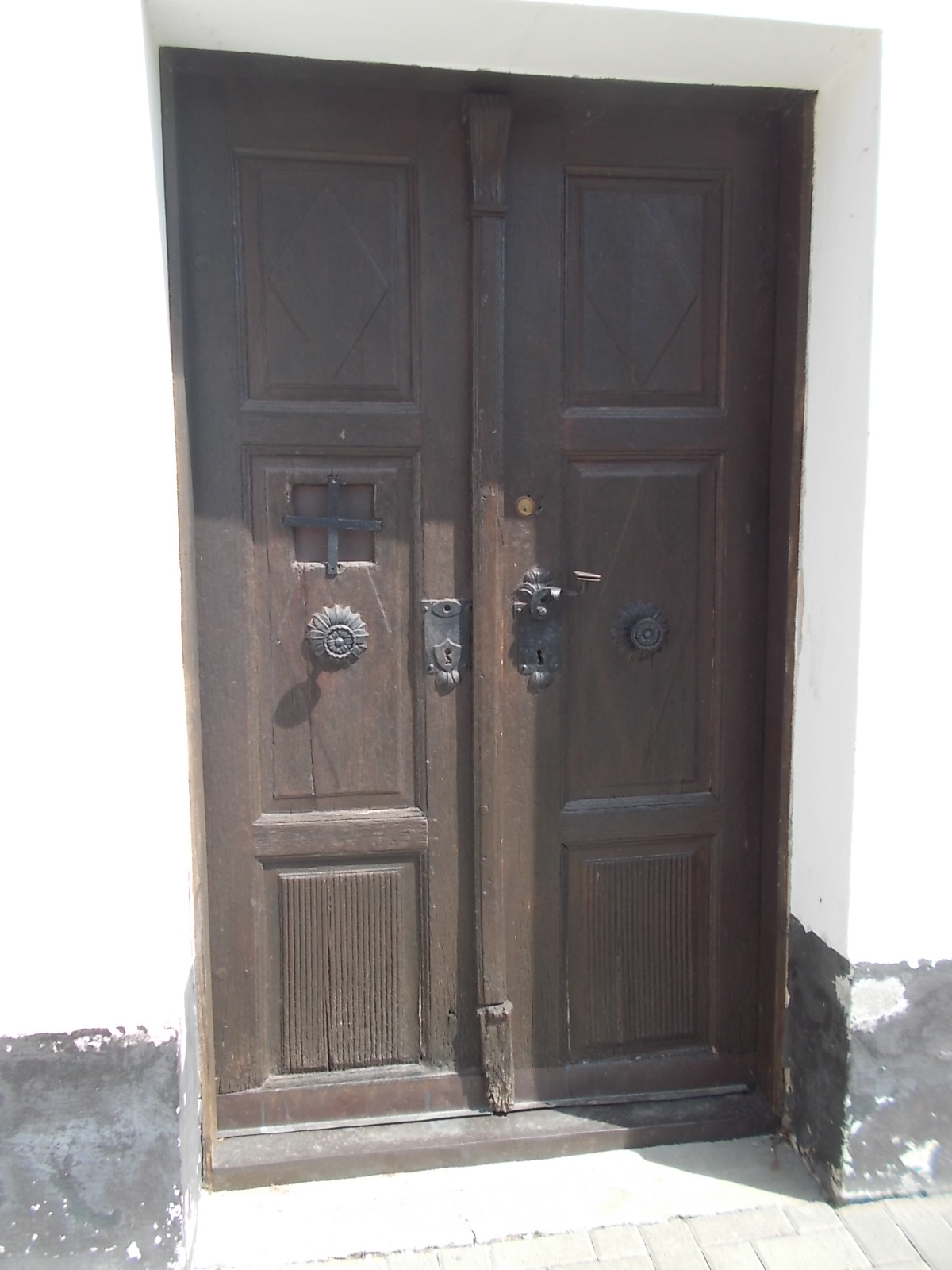
Az eredeti barokk kapu…
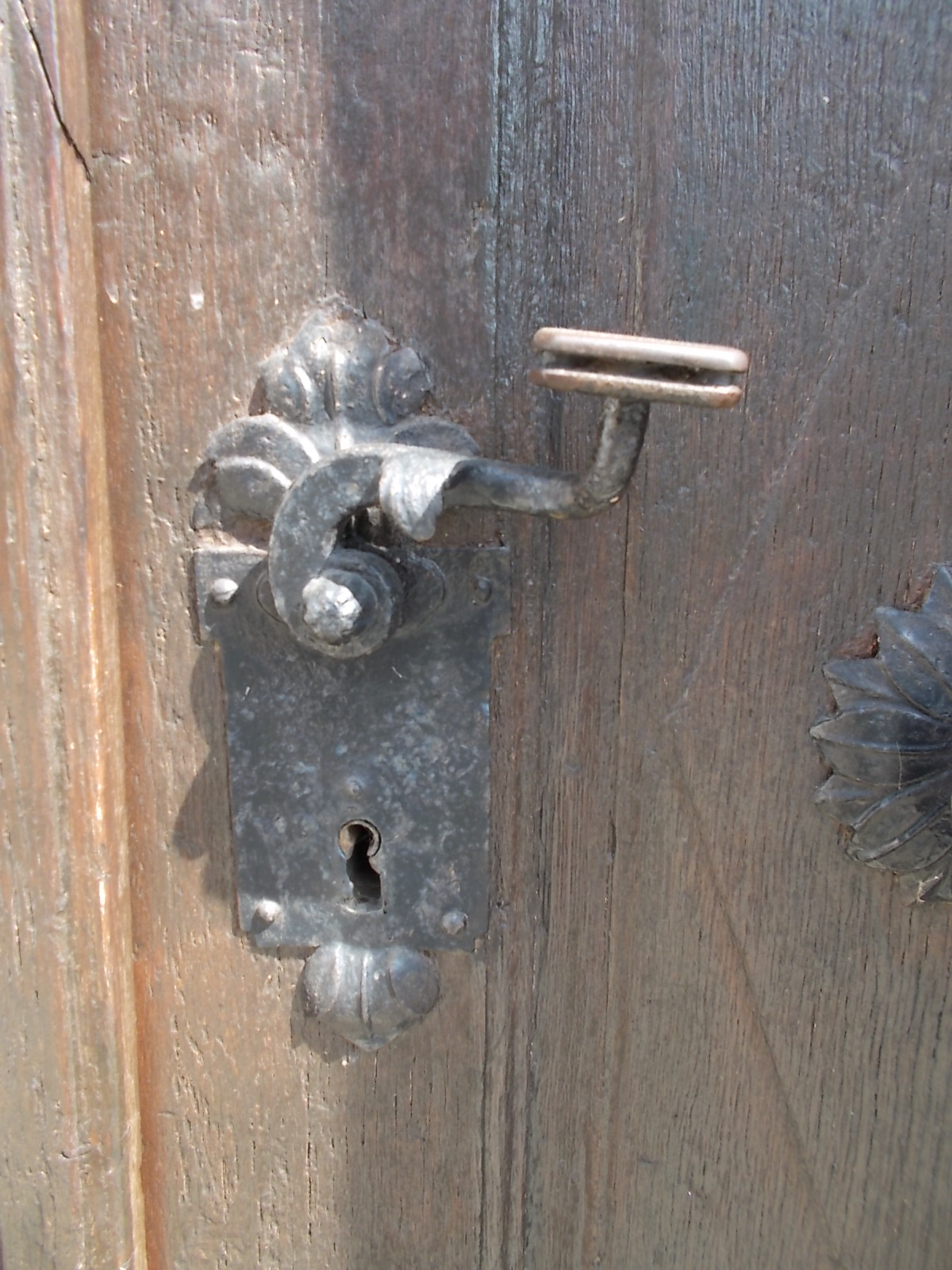
… és kilincse